# Nyugat-európai Unió

A szervezet 1993-ig használt zászlaja

A Nyugat-európai Unió (röviden NYEU) nemzetközi szervezet volt, amit az 1948-as brüsszeli szerződés 1954. október 23-án aláírt módosításával hoztak létre. A hidegháború idején létrejött szervezet az Amerikai Egyesült Államokkal szövetséges nyugat-európai államok közös védelmét szolgálta, miután az egységes hadsereg létrehozását tartalmazó Európai Védelmi Közösség terve elbukott.
A megfelelő infrastruktúra és közös hadsereg létrehozásának hiányában hamar jelentőségét veszítette a NATO és az Európai Unió árnyékában. 1997-től elkezdődött beépülése az Európai Unióba, bár több kísérlet történt újjáélesztésére. A kölcsönös segítségnyújtást előíró szolidaritási klauzula a 2009-ben hatályba lépett lisszaboni szerződés része lett, ezért 2010 márciusában a német és angol külügyminiszter jelezte kilépési szándékát. A szervezet, átadva feladatait az EU-nak, 2011. június 30-án kiüresedett, alapfunkciókkal működik, de nem szűnt meg teljesen.

## Tagok
| Tagállamok: (módosított brüsszeli szerződés - 1954) A NYEU összes tagja a NATO és az Európai Unió tagja is volt. Csak ezek az államok rendelkeztek teljes szavazati jogokkal. - Belgium - Franciaország - Hollandia - Luxemburg - Egyesült Királyság - Németország - Olaszország - Portugália (1990) - Spanyolország (1990) - Görögország (1995) Megfigyelő államok: (Róma - 1992) Azon államok, amik tagjai voltak az EU-nak, de a NATO-nak nem. - Dánia - Írország - Ausztria (1995) - Finnország (1995) - Svédország (1995) | Társult tagállamok: (Róma - 1992) Azok az államok kaptak ilyen státuszt, amelyek tagjai voltak a NATO-nak, de az EU-nak nem. Közülük Csehország, Lengyelország és Magyarország 2004-ben csatlakozott az EU-hoz. - Izland - Norvégia - Törökország (1992) - Csehország (1999) - Lengyelország (1999) - Magyarország (1999) Társult partnerállamok: (Kirchberg - 1994) Azok az országok, amelyek sem a NATO-nak, sem az EU-nak nem tagjai. 2007-re mindegyikük csatlakozott a nevezett szervezetekhez. - Bulgária - Észtország - Lettország - Litvánia - Románia - Szlovákia - Szlovénia (1996) |

| Aláírva Hatályban Szerződés   | 1948 Brüsszeli szerződés                                    | 1951 1952 Párizsi szerződés                 | 1954 1955 A brüsszeli szerződés módosítása  | 1957 1958 Római szerződés                   | 1965 1967 Egyesítő szerződés                | 1975 Az Európai Tanács döntése          | 1986 1987 Egységes Európai Okmány       | 1992 1993 Maastrichti szerződés         | 1992 1993 Maastrichti szerződés | 1997 1999 Amszterdami szerződés | 2001 2003 Nizzai szerződés | 2007 2009 Lisszaboni szerződés | 2007 2009 Lisszaboni szerződés |  |  |  |  |  |  |  |  |
|                               |                                                             |                                             |                                             |                                             |                                             |                                         |                                         |                                         |                                 |                                 |                            |                                |                                |  |  |  |  |  |  |  |  |
| Az Európai Unió három pillére |                                                             |                                             |                                             |                                             |                                             |                                         |                                         |                                         |                                 |                                 |                            |                                |                                |  |  |  |  |  |  |  |  |
| Európai Közösségek            |                                                             |                                             |                                             |                                             |                                             |                                         |                                         |                                         |                                 |                                 |                            |                                |                                |  |  |  |  |  |  |  |  |
|                               | Európai Atomenergia Közösség (EURATOM)                      |                                             |                                             |                                             |                                             |                                         |                                         |                                         |                                 |                                 |                            |                                |                                |  |  |  |  |  |  |  |  |
|                               |                                                             |                                             | Európai Szén- és Acélközösség (ESZAK)       | Európai Szén- és Acélközösség (ESZAK)       | Európai Szén- és Acélközösség (ESZAK)       | A szerződés 2002-ben hatályát vesztette | A szerződés 2002-ben hatályát vesztette | A szerződés 2002-ben hatályát vesztette |                                 | Európai Unió (EU)               | Európai Unió (EU)          |                                |                                |  |  |  |  |  |  |  |  |
|                               |                                                             |                                             | Európai Gazdasági Közösség (EGK)            | Európai Gazdasági Közösség (EGK)            | Európai Gazdasági Közösség (EGK)            |                                         |                                         | Európai Közösség (EK)                   | Európai Közösség (EK)           | Európai Unió (EU)               | Európai Unió (EU)          |                                |                                |  |  |  |  |  |  |  |  |
|                               |                                                             | TREVI-csoport                               | TREVI-csoport                               | Bel- és igazságügyi együttműködés (JHA)     |                                             |                                         |                                         | Európai Közösség (EK)                   | Európai Közösség (EK)           | Európai Unió (EU)               | Európai Unió (EU)          |                                |                                |  |  |  |  |  |  |  |  |
|                               | Rendőri és igazságügyi együttműködés büntetőügyekben (PJCC) | TREVI-csoport                               | TREVI-csoport                               | Bel- és igazságügyi együttműködés (JHA)     |                                             |                                         |                                         |                                         |                                 | Európai Unió (EU)               | Európai Unió (EU)          |                                |                                |  |  |  |  |  |  |  |  |
|                               | Európai Politikai Együttműködés (EPE)                       | Közös kül- és biztonságügyi politika (KKBP) | Közös kül- és biztonságügyi politika (KKBP) | Közös kül- és biztonságügyi politika (KKBP) | Közös kül- és biztonságügyi politika (KKBP) |                                         |                                         |                                         |                                 | Európai Unió (EU)               | Európai Unió (EU)          |                                |                                |  |  |  |  |  |  |  |  |
| Konszolidálatlan szervezetek  | Konszolidálatlan szervezetek                                | Nyugat-európai Unió (NYEU)                  | Nyugat-európai Unió (NYEU)                  | Nyugat-európai Unió (NYEU)                  | Nyugat-európai Unió (NYEU)                  | Nyugat-európai Unió (NYEU)              |                                         |                                         |                                 |                                 | Európai Unió (EU)          |                                |                                |  |  |  |  |  |  |  |  |
| Konszolidálatlan szervezetek  | Konszolidálatlan szervezetek                                | Nyugat-európai Unió (NYEU)                  | Nyugat-európai Unió (NYEU)                  | Nyugat-európai Unió (NYEU)                  | Nyugat-európai Unió (NYEU)                  | Nyugat-európai Unió (NYEU)              | Feloszlatva 2010-ben                    |                                         |                                 |                                 |                            |                                |                                |  |  |  |  |  |  |  |  |
|                               |                                                             |                                             |                                             |                                             |                                             |                                         |                                         |                                         |                                 |                                 |                            |                                |                                |  |  |  |  |  |  |  |  |